# Budgetanfrage
Die Budgetanfrage ist das Recht der Mitglieder des Hessischen Landtags, Informationen von der Regierung mit dem Schwerpunkt auf Haushalts- und Finanzpolitik zu erhalten. Besonders bedeutend ist das Recht für die Opposition, um die Politik der Regierung kontrollieren zu können. Die Budgetanfrage steht nur im Bundesland Hessen zur Verfügung. Sie ist in § 36a der Geschäftsordnung des Hessischen Landtags geregelt. Die Beantwortung erfolgt federführend durch das Hessische Ministerium der Finanzen. Weitere Fragemöglichkeiten sind die Mündliche Anfrage und die Große Anfrage.